# Seznam ostrovů Francie v Indickém oceánu
Ostrovy Francie v Indickém oceánu. Jedná se o ostrovy náležející k Mayotte, Réunionu a TAAF.

## Podle velikosti

### Obydlené ostrovy a ostrovy větší než 10 km²
|    | ostrov              | francouzsky             | rozloha (km²) | pobřeží (km) | max.nadm. výška (m) | nejvyšší vrchol        | počet obyvatel | hustota zalidnění | největší sídlo    | département / část zámořské Francie | poloha souostroví               |
| -- | ------------------- | ----------------------- | ------------- | ------------ | ------------------- | ---------------------- | -------------- | ----------------- | ----------------- | ----------------------------------- | ------------------------------- |
| 1  | Kerguélen           | Grande Terre            | 6 675,00      | —            | 1 850               | Mont Ross              | 45             | 0,01              | Port-aux-Français | TAAF                                | Kergueleny                      |
| 2  | Réunion             | La Réunion              | 2 512,00      | —            | 3 069               | Piton des Neiges       | 833 943        | 331,98            | Saint-Denis       | Réunion                             | Maskarény                       |
| 3  | Mayotte             | Grande-Terre            | 363,00        | —            | 660                 | Benara                 | 227 245        | 626,02            | Mamoudzou         | Mayotte                             | Komorské ostrovy                |
| 4  | Foch                | Île Foch                | 206,00        | —            | 687                 | Pyramide mexicaine     | 0              | 0,00              | —                 | TAAF                                | Kergueleny                      |
| 5  | Possession          | Île de la Possession    | 150,00        | —            | 934                 | Pic du Mascarin        | 0              | 0,00              | Alfred Faure      | TAAF                                | Crozetovy ostrovy               |
| 6  | Východní ostrov     | Île de l'Est            | 130,00        | —            | 1 050               | Mont Marion-Dufresne   | 0              | 0,00              | —                 | TAAF                                | Crozetovy ostrovy               |
| 7  | Prasečí ostrov      | Île aux Cochons         | 67,00         | —            | 853                 | Mont Richard-Foy       | 0              | 0,00              | —                 | TAAF                                | Crozetovy ostrovy               |
| 8  | Nový Amsterdam      | Île Amsterdam           | 55,00         | —            | 867                 | Mont de la Dives       | 28             | 0,51              | Martin-de-Viviès  | TAAF                                | Ostrovy Svatý Pavel a Amsterdam |
| 9  | Howe                | Île Howe                | 51,00         | —            | 245                 | Mont des Moutons       | 0              | 0,00              | —                 | TAAF                                | Kergueleny                      |
| 10 | Saint-Lanne Gramont | Île Saint-Lanne Gramont | 46,00         | —            | 473                 | —                      | 0              | 0,00              | —                 | TAAF                                | Kergueleny                      |
| 11 | Port                | Île du Port             | 43,00         | —            | 687                 | K 13                   | 0              | 0,00              | —                 | TAAF                                | Kergueleny                      |
| 12 | Australia           | Île Australia           | 37,00         | —            | 145                 | —                      | 0              | 0,00              | —                 | TAAF                                | Kergueleny                      |
| 13 | Longue              | Île Longue              | 35,00         | —            | 270                 | Pic d'Antoine          | 0              | 0,00              | —                 | TAAF                                | Kergueleny                      |
| 14 | Západní ostrov      | Île de l'Ouest          | 33,00         | —            | 617                 | Pic Philippe d'Orléans | 0              | 0,00              | —                 | TAAF                                | Kergueleny                      |
| 15 | Europa              | Île Europa              | 28,00         | 22,2         | 7                   | —                      | 12             | 0,43              | —                 | TAAF                                | Roztroušené ostrovy             |
| 16 | Haute               | Île Haute               | 25,00         | —            | 321                 | Table des Mouflons     | 0              | 0,00              | —                 | TAAF                                | Kergueleny                      |
| 17 | Malý Mayotte        | Petite-Terre            | 10,95         | —            | 203                 | La Vigie               | 29 273         | 2 673,33          | Dzaoudzi          | Mayotte                             | Komorské ostrovy                |